# Jobcenter

Logo der Jobcenter

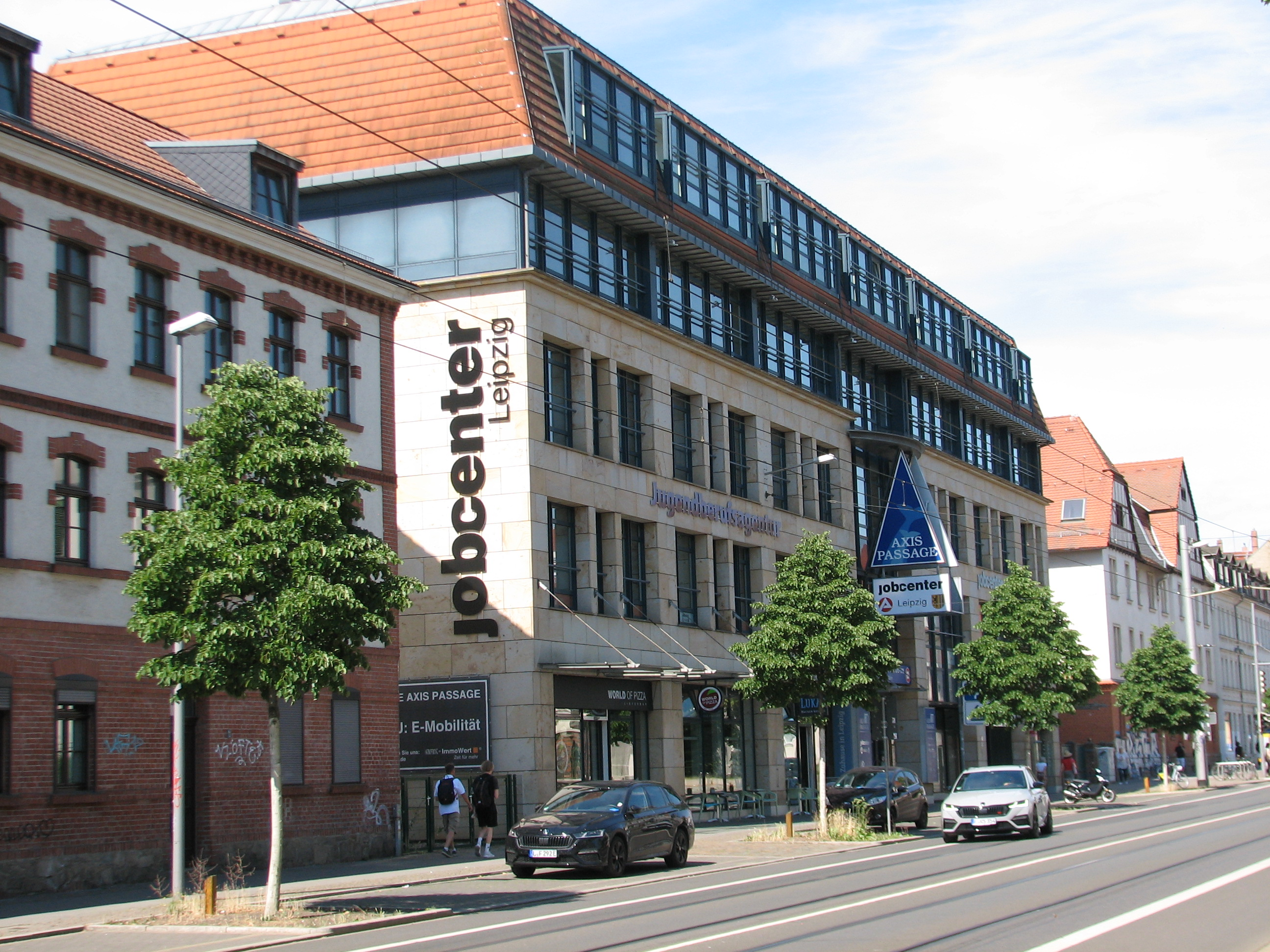
Jobcenter in Leipzig

Ein Jobcenter ist eine gemeinsame Einrichtung der Bundesagentur für Arbeit und eines kommunalen Trägers (§ 44b, § 6d SGB II) oder die Einrichtung eines zugelassenen Landkreises oder einer zugelassenen kreisfreien Stadt (§ 6a, § 6d). Es ist unter anderem zuständig für die Arbeitsvermittlung, Qualifizierung und Grundsicherung für Arbeitsuchende (Bürgergeld) nach dem SGB II.
Aufgabe der Jobcenter ist, Leistungen nach dem SGB II zu gewähren und durch „das Fördern und Fordern“ den betroffenen Personen die Perspektive und Möglichkeit zu eröffnen, ihren Lebensunterhalt künftig aus eigenen Mitteln und Kräften, langfristig und ohne weitere öffentliche Unterstützung zu bestreiten. Im Konzept ist der Aufgabenbereich jedoch weiter gefasst.
Die Benennung Jobcenter geht zurück auf den Abschlussbericht der Hartz-Kommission.

## Zuständigkeit und Aufgaben
Die Jobcenter betreuen Bürgergeld-Bezieher. Damit sind die Jobcenter nunmehr für die Personengruppen zuständig, die bis 2004 Arbeitslosenhilfe oder Sozialhilfe erhielten, soweit diese jetzt Bürgergeld (bis 31. Dezember 2022 Arbeitslosengeld II genannt) (umgangssprachlich auch „Hartz IV“) beziehen. Die Zuständigkeit für diesen Personenkreis lag zuvor beim Arbeitsamt (jetzt: Agentur für Arbeit), falls Arbeitslosenhilfe bezogen wurde, oder beim Sozialamt der jeweiligen Kommune, falls Sozialhilfe bezogen wurde; wurde zur Arbeitslosenhilfe ergänzend Sozialhilfe bezogen, waren früher beide Behörden zuständig. Mit der Reform des Leistungsrechts wurde nunmehr eine einheitliche Anlaufstelle für die Betroffenen geschaffen.
Die Sozialämter gewähren nach Inkrafttreten des SGB II weiterhin eigenständig die Sozialhilfe für den Kreis der nicht-erwerbsfähigen Hilfebedürftigen auf der neuen Rechtsgrundlage des SGB XII. Sobald ein Mitglied einer Bedarfsgemeinschaft Bürgergeld erhält, werden die Jobcenter jedoch für alle Mitglieder der Bedarfsgemeinschaft zuständig, soweit nicht in bestimmten Fällen Leistungen nach dem SGB XII beansprucht werden können. Die Berufsberatung bleibt nach § 29 Abs. 1 SGB III aber weiterhin alleinige Aufgabe der Agentur für Arbeit. Die nicht-erwerbsfähigen Leistungsberechtigten der Bedarfsgemeinschaft (Kinder bis zum 15. Geburtstag und dauerhaft erwerbsunfähige Leistungsberechtigte ohne Anspruch auf Leistungen nach dem SGB XII) erhalten, wenn sie hilfsbedürftig sind, ebenfalls Bürgergeld (bis 31. Dezember 2022 Sozialgeld genannt) durch die Jobcenter. Die Jobcenter waren bis zum 31. Dezember 2016 auch für Vermittlung von Arbeitslosengeld-I-Empfängern zuständig, wenn diese zum Arbeitslosengeld ergänzend Arbeitslosengeld II erhalten (so genannte Aufstocker), ebenso für die Gewährung von Eingliederungsleistungen für die Aufstocker. Dies hat sich zum 1. Januar 2017 geändert. Seitdem ist die Agentur für Arbeit auch federführend bei der Betreuung der so genannten Aufstocker tätig. Für alle übrigen Arbeitslosengeld-Empfänger, die keine ergänzenden SGB-II-Leistungen in Anspruch nehmen, ist unverändert die Agentur für Arbeit zuständig.
Aufgaben der Jobcenter sind die Leistungsgewährung (passives Leistungsrecht) und die Vermittlung in Arbeit (aktives Leistungsrecht). Das passive Leistungsrecht umfasst alle Leistungen zur Sicherung des Lebensunterhalts, etwa die Regelleistung oder Leistungen der Unterkunft und Heizung. Zum aktiven Leistungsrecht zählen alle Eingliederungsleistungen, wie Arbeitsgelegenheiten, Weiterbildungen oder Eingliederungszuschüsse. Dazu gehören auch kommunale Leistungen wie Suchtberatung oder Schuldnerberatung. Eine Begleitung für die Hilfebedürftigen bieten sogenannte Mitläufer (Begleitpersonen) an.
Mit Wirkung zum 1. Januar 2023 wurde die im SGB II geregelte Grundsicherung für Arbeitsuchende (Arbeitslosengeld II – umgangssprachlich Hartz IV – und Sozialgeld) in „Bürgergeld“ umbenannt.

## Interner Aufbau und Personal
Der interne Aufbau von Jobcentern orientiert sich meistens am aktiven und passiven Leistungsrecht. Die Gewährung der Leistungen zur Eingliederung (aktive Leistungen) ist Fallmanagern und Arbeitsvermittlern zugewiesen, die auch Persönliche Ansprechpartner (pAp) genannt werden. In wenigen Jobcentern sind diese auch für die Gewährung des Bürgergeldes (passive Leistung) zuständig. Im überwiegenden Teil der Jobcenter sind Fachassistenten in der Leistungsgewährung (mittlerer Dienst) auf die Leistungsgewährung spezialisiert. Im gehobenen Dienst arbeiten Sachbearbeiter für die Leistungsgewährung, die meist einen Hochschulabschluss und mehr Befugnisse haben. Um passgenaue Leistungen für spezielle Problemlagen zu bieten, haben Jobcenter oft eigene Organisationseinheiten für besondere Personengruppen eingerichtet, etwa für Leistungsempfänger bis 24 Jahre (= „U25“), Leistungsempfänger mit Behinderung, mit Migrationshintergrund oder selbstständige Leistungsempfänger.
Die funktionelle Zuständigkeit der Beschäftigten im aktiven und passiven Leistungsrecht ist unterschiedlich geregelt, beispielsweise nach Alphabet, Stadtbezirken oder Gemeinden. In größeren Jobcentern sind häufig Eingangszonen vorgeschaltet, wo die Anliegen der Leistungsempfänger entgegengenommen und zugeordnet werden. Weitere Abteilungen kümmern sich um Anfragen von Arbeitgebern, die Zusammenarbeit mit Bildungsträgern, die Bearbeitung von Widersprüchen sowie um interne Verwaltungsaufgaben.
Die in den Jobcentern als gemeinsame Einrichtungen der Träger tätigen Arbeitnehmer oder Beamte sind den Jobcentern zugewiesen, ihre Arbeitgeber bzw. Dienstherrn bleiben die Kommunen oder die Bundesagentur für Arbeit. In den Jobcentern werden eigene Personalräte nach dem Bundespersonalvertretungsrecht gebildet.
Zur Feststellung und Förderung der Leistungsfähigkeit der Jobcenter nach § 48a SGB II werden quartalsweise Kennzahlen zu allen Jobcentern veröffentlicht.

## Trägerschaft der Jobcenter

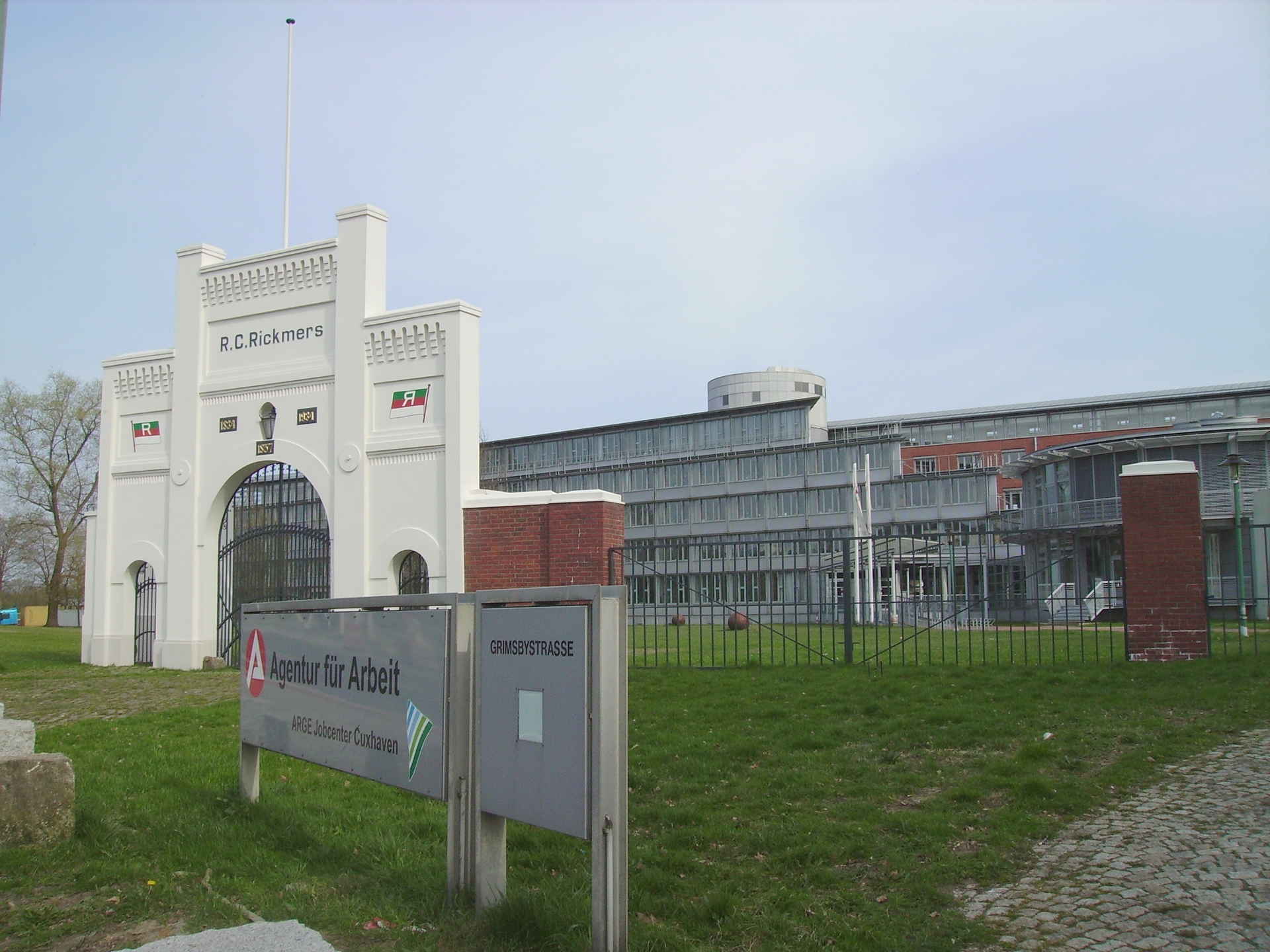
Die Agentur für Arbeit in Bremerhaven 2009

### Das Jobcenter in getrennter Trägerschaft
In einigen Fällen (Ende 2007: 21 Landkreise/kreisfreie Städte) hatten sich die Kommunen und die Agenturen entweder nicht auf die Bildung von Jobcentern geeinigt oder eine bestehende Arbeitsgemeinschaft wurde gekündigt. Die Agentur für Arbeit und die Kommune erbrachten ihre Leistungen nebeneinander (getrennte Trägerschaft). Fand die getrennte Bearbeitung in einem gemeinsamen Gebäude statt, wurde dieses zum Teil ebenfalls als Jobcenter bezeichnet. Das Jobcenter war dabei keine Einrichtung einer Arbeitsgemeinschaft. Diese Form der Trägerschaft gibt es seit dem 1. Januar 2012 nicht mehr.

### Das Jobcenter als gemeinsame Einrichtung
Die früheren „Arbeitsgemeinschaften“ (ARGE) verletzten die kommunale Selbstverwaltungsfreiheit aus Art. 28 Abs. 2 GG und waren deshalb von mehreren Landkreisen erfolgreich vor dem Bundesverfassungsgericht angegriffen worden. Konkret erkannte das Bundesverfassungsgericht eine Verletzung des Grundsatzes eigenverantwortlicher Aufgabenwahrnehmung, der den zuständigen Verwaltungsträger verpflichtet, seine Aufgaben grundsätzlich durch eigene Verwaltungseinrichtungen, also mit eigenem Personal, eigenen Sachmitteln und eigener Organisation wahrzunehmen. Um eine vergleichbare Organisationsstruktur zu ermöglichen, wurde das Grundgesetz entsprechend angepasst durch Einfügung des neuen Art. 91e GG. Bei der Ausführung von Bundesgesetzen auf dem Gebiet der Grundsicherung für Arbeitsuchende wirken Bund und Länder oder die nach Landesrecht zuständigen Gemeinden und Gemeindeverbände in der Regel in gemeinsamen Einrichtungen zusammen, Art. 91e GG.
Die Träger bestimmen den Standort sowie die nähere Ausgestaltung und Organisation der gemeinsamen Einrichtung durch Vereinbarung, § 44b Abs. 2 Satz 1 SGB II. Außerdem hat die gemeinsame Einrichtung eine Trägerversammlung (§ 44c SGB II), in der beide Träger je zur Hälfte vertreten sind. Die Trägerversammlung entscheidet über organisatorische, personalwirtschaftliche, personalrechtliche und personalvertretungsrechtliche Angelegenheiten der gemeinsamen Einrichtung (ausführlich siehe § 44c Abs. 2 SGB II).
Der jeweilige „kommunale Träger“ (siehe die Definition und Regelung in § 6 Abs. 1 Satz 1 Nr. 2 SGB II) ist zuständig für die kommunalen Eingliederungsleistungen (§ 16a SGB II), Leistungen für Bildung und Teilhabe (§ 19 Abs. 1 und 2 sowie § 28 SGB II), Darlehen an Auszubildende zur Vermeidung besonderer Härten (§ 27 Abs. 3 SGB II) für Unterkunft und Heizung (§ 22 SGB II), Erstausstattung für die Wohnung einschließlich Haushaltsgeräten, Bekleidung und bei Schwangerschaft und Geburt (§ 24 Abs. 3 Satz 1 Nummer 1 und 2 SGB II), soweit durch Landesrecht nicht eine andere Stelle als Träger dieser Leistungen bestimmt ist). Die Bundesagentur für Arbeit ist für alles andere zuständiger Träger, § 6 Abs. 1 Satz 1 Nr. 2 SGB II. Soweit nicht die Trägerversammlung zuständig ist, hat jeder Träger innerhalb seiner Zuständigkeit gegenüber der gemeinsamen Einrichtung ein Weisungsrecht, § 44b Abs. 3 Satz 2 SGB II. Die Bundesagentur für Arbeit hat ihre Weisungen diesbezüglich veröffentlicht.

### Das Jobcenter in einer Optionskommune
In zahlreichen Fällen sind die Jobcenter aber schlicht Teil der Stadtverwaltung oder des Landratsamts. D.h. sie werden von der Kommune bzw. dem Landkreis als sogenannte zugelassene kommunale Träger (zkT) allein betrieben. Diese werden auch als Optionskommunen bzw. Optionskreise bezeichnet. Rechtsgrundlagen sind insbesondere Art. 91e Abs. 2 GG und § 6a SGB II sowie die Kommunalträger-Zulassungsverordnung.

## Vergleich der Leistungsfähigkeit von Jobcentern
Die Leistungsfähigkeit einzelner Jobcenter kann anhand der Kennzahlen nach § 48a SGB II verglichen werden. Gesetzliche Grundlage dazu sind der § 48a SGB II und die entsprechende Rechtsverordnung. Die 405 Jobcenter in Deutschland sind dazu in 15 SGB II-Vergleichsgruppen zusammengefasst. Die Jobcenter innerhalb einer Vergleichsgruppe ähneln sich in Bezug auf die jeweiligen Rahmendaten.
Die Leistungsfähigkeit der Jobcenter wird in Bezug auf drei Ziele gemessen:
- Verringerung der Hilfebedürftigkeit
- Verbesserung der Integration in Erwerbstätigkeit
- Vermeidung von langfristigem Leistungsbezug

Für jedes dieser drei Ziele wurde eine Kennzahl mit jeweils vier Ergänzungsgrößen definiert. Anhand dieser Kennzahlen wird die Leistungsfähigkeit in Bezug auf das jeweilige Ziel festgestellt. Diese Daten werden im Internet allgemein zugänglich monatlich veröffentlicht.

## Kritik

### Verfassungswidrigkeit
Nachdem elf Landkreise Verfassungsbeschwerde eingelegt hatten, entschied das Bundesverfassungsgericht im Dezember 2007, dass die Bildung der Arbeitsgemeinschaften teilweise gegen das Grundgesetz verstößt. Dem Gesetzgeber wurde eine Drei-Jahres-Frist bis Ende 2010 gesetzt, um die Verwaltung neu zu gliedern. Optionskommunen und Jobcenter mit getrennter Trägerschaft waren keine Arbeitsgemeinschaften und daher davon nicht betroffen.
Zuvor hatte bereits ein Gutachten des Wissenschaftlichen Dienstes des Bundestages darüber informiert, dass eine „Ausführung von Bundesgesetzen durch gemeinsame Einrichtungen von bundesunmittelbaren Körperschaften des öffentlichen Rechts und Verwaltungseinrichtungen der Länder“ nicht vorgesehen ist. Art. 83 (GG) regelt die Ausführung der Bundesgesetze: „Die Länder führen die Bundesgesetze als eigene Angelegenheit aus, soweit dieses Grundgesetz nichts anderes bestimmt oder zulässt.“ Führt der Bund die Gesetze durch, kann das nach Art. 87 GG durch „bundesunmittelbare Körperschaften des öffentlichen Rechtes“, wie beispielsweise die Bundesagentur für Arbeit, erfolgen.
Das Verfassungsgericht kam infolgedessen zu dem Urteil, dass § 44b SGB II […] mit Art. 28 Abs. 2 Satz 1 und 2 i. V. m. Art. 83 GG unvereinbar ist, weil „die eigenverantwortliche Aufgabenwahrnehmung der Gemeinden und Gemeindeverbände […] beeinträchtigt [wird], wenn der Gesetzgeber ohne hinreichend rechtfertigenden Grund die gleichzeitige Aufgabenwahrnehmung durch verschiedene Verwaltungsbehörden verbindlich anordnet.“
Der Bundestag beschloss am 17. Juni 2010 ein Gesetz, das im März 2010 bei einem Spitzengespräch von CDU, FDP und SPD unter Arbeitsministerin Ursula von der Leyen vereinbart worden war. Der Bundesrat stimmte am 9. Juli 2010 dem Gesetz zu.
Die Organisationsreform bestand aus dem Gesetz zur Änderung des Grundgesetzes (Artikel 91e) (GGÄndG) vom 21. Juli 2010 und dem Gesetz zur Weiterentwicklung der Organisation der Grundsicherung für Arbeitsuchende (GrSiWEntG) von 3. August 2010:
- Der hinzugekommene Artikel 91e des Grundgesetzes regelt die Zusammenarbeit von Bund, Ländern oder den nach Landesrecht zuständigen Gemeinden und Gemeindeverbänden im Bereich der Grundsicherung für Arbeitsuchende, die in gemeinsamen Einrichtungen stattfindet. Damit wurden die früheren ARGEn in gemeinsame Einrichtungen zwischen Kommune oder Landkreis einerseits und Agentur für Arbeit andererseits übergeführt und im Grundgesetz abgesichert. Zudem gestattet der Artikel dem Bund, in Abstimmung mit den obersten Landesbehörden, einer begrenzten Anzahl von Gemeinden und Gemeindeverbänden zu gestatten, diese Aufgaben allein wahrzunehmen. Abschließend wird der Bund zur Übernahme notwendiger Ausgaben einschließlich der Verwaltungsausgaben verpflichtet.[17]
- Das Gesetz zur Weiterentwicklung der Organisation der Grundsicherung für Arbeitsuchende (GrSiWEntG) regelte die einheitliche Bezeichnung Jobcenter und gestattete den bestehenden kommunalen Trägern, ihre Aufgaben unbefristet wahrzunehmen. Einer begrenzten Anzahl weiterer kommunaler Träger wurde in Aussicht gestellt, vom BMAS durch Rechtsverordnung ohne Zustimmung des Bundesrates zugelassen zu werden. Zudem wurden organisatorische Regelungen fixiert, wie Geschäftsführung, Trägerversammlung und die Übernahme von bisherigen ARGE-Beschäftigten. Einige Regelungen des Gesetzes traten direkt am 11. August 2010 in Kraft, die restlichen folgten am 1. Januar 2011.[17]

Zudem wurde das nun im Grundgesetz abgesicherte Optionsmodell auf bis zu 110 Kommunen ausgedehnt. Die getrennte Trägerschaft wurde bis Ende 2011 aufgelöst.

### Organisation
Bereits von Beginn an war die Organisationsform der ARGEn heftig umstritten. So warnte die Bundesagentur für Arbeit (BA) bereits in der Vorbereitungszeit vor unklaren Zuständigkeiten. Tatsächlich ist – anders als geplant – mit den Jobcentern eine dritte Institution entstanden. Die rechtliche Konstruktion der ARGEn ist das Resultat eines politischen Kompromisses zwischen der damaligen rot-grünen Bundesregierung mit dem CDU-dominierten Bundesrat, die sich nicht auf eine eindeutige Zuständigkeit, d. h. weitere Verwaltung durch die als bürokratisch diskreditierte BA oder einen vollständigen Übergang auf die Kommunen, einigen konnten.
Mit den Arbeitsagenturen und Sozialämtern trafen zwei verschiedene Organisationskulturen aufeinander: Während die Bundesagentur für Arbeit eine hierarchisch gegliederte (und zudem die größte) Bundesbehörde mit Anweisungscharakter ist, sind die Kommunen politisch selbständige Einheiten und innerhalb ihres Aufgabengebietes dem Bund gegenüber nicht direkt weisungsgebunden. Zudem werden zum Beispiel die Bürgermeister – anders als die Leiter der Agenturen für Arbeit – gewählt. In der Praxis gab es durch die unterschiedlichen Auffassungen auch in zahlreichen Landkreisen Streitigkeiten innerhalb der Arbeitsgemeinschaften, die in Einzelfällen bis zur Auflösung einer solchen gingen. Durch zwei verschiedene Arbeitgeber (Agentur/Kommune) gibt es in der Arbeitsgemeinschaft des Weiteren unterschiedliche Loyalitäten und unterschiedliche Arbeitsbedingungen. Dazu gehören Unterschiede in Bezahlung, Qualifikation und Arbeitszeitregelung, da für die Beschäftigten weiterhin die Tarifverträge und beamtenrechtlichen Vorschriften sowie Dienstvereinbarungen des jeweiligen Anstellungsträgers gelten.
Das Ziel, die Verwaltung effektiver zu machen, wurde großteils nicht erreicht. Im Juni 2006 stellte der Ombudsrat für das SGB II in seinem Abschlussbericht fest, dass das rechtliche Konstrukt „ARGE“ in seiner damals aktuellen Form nicht administrierbar sei. Auch die anschließende Reform der Jobcenter insgesamt wurde 2009 kritisiert. Eine Studie des ifo Instituts kam zum Schluss, dass Arbeitslose, die in Jobcentern von zugelassenen kommunalen Trägern betreut wurden, eine geringere Übergangswahrscheinlichkeit in den ersten Arbeitsmarkt aufwiesen als in Jobcentern in gemeinsamer Einrichtung.

### Finanzierung
Ein häufiger Streitpunkt zwischen den Trägern der Jobcenter in Form einer Arbeitsgemeinschaft war die Aufteilung der Verwaltungskosten zwischen der Kommune und der Agentur für Arbeit. Der Bund erwartete eine kommunale Beteiligung von mindestens 12,6 %. Im Jahr 2007 wurden vereinzelt Arbeitsgemeinschaften gekündigt, weil die kommunale Seite nicht bereit war, sich in diesem Umfang zu beteiligen. Ab 2011 wurde der kommunale Finanzierungsanteil daher gesetzlich einheitlich geregelt und betrug bundesweit zunächst 12,6 %. Ab April 2011 wurde der Beteiligungssatz im Nachgang der Einführung neuer Leistungen zur Bildung und Teilhabe von Kindern auf 15,2 % erhöht. Im Gegenzug beteiligt sich der Bund mit einem höheren Anteil an den Kosten der Unterkunft.

### Mitarbeiter
Die Mitarbeiter in den gemeinsamen Einrichtungen (gE) sind zum einen von der Agentur für Arbeit und zum anderen von der Kommune angestellt. Aufgrund verschiedener Tarifverträge gibt es für die identische Arbeit bei mehr Arbeitszeit für kommunale Mitarbeiter in einigen Bundesländern mehr als 5000 Euro netto Gehaltsunterschied pro Jahr.

## Übergriffe auf Jobcenter-Mitarbeiter
Eine Studie der Deutschen Gesetzlichen Unfallversicherung, in der 2194 Beschäftigte im Zeitraum von Januar 2008 bis Januar 2009 befragt wurden, ergab, dass jeder vierte Jobcenter-Mitarbeiter schon einmal Opfer eines Übergriffes war. Die häufigsten Übergriffe sind demnach Beleidigungen oder Verweigerungshaltungen (insbesondere bei Aufforderung zum Gehen). Knapp 70 Prozent der Befragten fühlen sich gelegentlich oder oft bedroht oder unsicher. Körperliche Angriffe sind dagegen eher selten. Die Studie ergab, dass durchschnittlich zweimal im Jahr ein Mitarbeiter körperlich angegriffen wird.